# André Michel (artiste)
 (mars 2014).
Si vous disposez d'ouvrages ou d'articles de référence ou si vous connaissez des sites web de qualité traitant du thème abordé ici, merci de compléter l'article en donnant les références utiles à sa vérifiabilité et en les liant à la section « Notes et références ».
Pour les articles homonymes, voir André Michel et Michel.
André Michel est un peintre, sculpteur et ethnographe[réf. souhaitée] français né le 22 juillet 1945 au Pontet (Vaucluse) et qui réside au Québec depuis 1970.
Surnommé « le peintre des Amérindiens »[réf. souhaitée], il a fondé plusieurs musées consacrés au mode de vie des Amérindiens du Canada.  

## Histoire
Né en Provence, André Michel passe son enfance et son adolescence, à Le Pontet en  banlieue d’Avignon. Tout en poursuivant des études classiques en philosophie, au Lycée Frédéric Mistral, pour obtenir son baccalauréat, il suit des cours de dessin aux beaux-arts d’Avignon, en cachette de ses parents. Il en remportera le premier prix. En parallèle à l’enseignement il entame sa carrière artistique. Sa passion de la peinture se renforcera à la suite des rencontres avec Salvador Dalí en Avignon et  à Port-Ligatt. Il crée à la même époque un mouvement esthétique surréaliste, «le positionnisme» qui met des objets en équilibre dans l’espace. À l’âge de 21 ans il expose à la galerie Ror Volmar à Paris. Il quitte la France pour s’installer dans les îles de l’océan indien.
Invité à exposer à Montréal au Canada, en 1970, il s’intègre durant quelque temps dans un échange d’enseignants, afin de pouvoir prolonger son séjour. Fasciné par les paysages de la Côte-Nord du fleuve Saint-Laurent il s’installe peu après à Sept-îles. Il fait des peintures à l’huile qu’il présente à La Havane, au Musée de l’Homme, au Musée national de culture populaire de Mexico et à la Maison de l’amitié des peuples  à Moscou[réf. souhaitée]. Avec ses peintures, ses livres, ses conférences l’artiste s’attache ainsi à mieux faire connaître les Amérindiens du Québec.
Il est le fondateur, au Québec, des trois musées de Sept-Îles (le Musée des Sept-Îles, au Vieux-Poste, 1975 - le Musée régional de la Côte-Nord, 1985 - le Shaputuan, le musée du peuple Innu, 1998) et des cinq institutions muséales de Mont-Saint-Hilaire, en banlieue de Montréal où il réside depuis 1988 (le Musée des beaux-arts de Mont-Saint-Hilaire, 1995 – La Maison amérindienne, 2000 - la Maison Paul-Émile Borduas, 2001 - Maison natale d’Ozias Leduc, 2005.

## Implication muséale
- 1974 : Création du Musée Itinérant de la Côte Nord
- 1975 : Fondation de la corporation du Musée des Sept-Îles[2], le 25 avril
- 1976 : Ouverture du musée permanent[2], sur le site du Vieux-poste
- 1981 : Incorpore la Fondation du Musée des Sept-Îles, le 5 octobre
- 1985 : Président de la Société des Musées québécois
- 1986 : Ouverture officielle le 26 septembre du Musée régional de la Côte-Nord comme directeur  et fondateur
- 1988 : Membre du Conseil d’administration du Musée de Saint-Laurent ; Fonde la Corporation touristique de Mont-Saint-Hilaire
- 1991 : Lance le projet et incorpore le Musée d’art de Mont-Saint-Hilaire, le 28 janvier
- 1995 : Le 10 novembre, incorporation de la Fondation Ushket-André Michel
- 1995 : Ouverture officielle du  d’art de Mont-Saint-Hilaire[3] comme président et fondateur, le 15 novembre
- 1997 : Lancement officiel du projet de   Maison des cultures amérindiennes[4]
- 1998 : Inaugure en juin le Musée du peuple Montagnais, le Shaputuan[5], dont il est le chargé de projet pour le Conseil de Bande de Uashat-Malioténam (Sept-Îles)
- 1999 : Mars : incorpore la Maison des cultures amérindiennes[4]
- 1998 : Préside et incorpore la Fondation de la Maison Paul-Émile Borduas[6], le 23 octobre
- 1999 : avril : début des travaux de la  Maison des cultures amérindiennes[4]
- 2000 : Inaugure la Maison des cultures amérindiennes[4] à Mont-Saint-Hilaire, le 23 mai, comme fondateur et directeur bénévole.
- 2005 : Initiateur du don de la maison natale du peintre Ozias-Leduc, par les héritiers, pour le Musée des beaux-arts de Mont-Saint-Hilaire.
- 2006 : Initiateur de l’achat de la  maison familiale du peintre Ozias-Leduc, par le comédien Marcel Leboeuf, pour qu’il en fasse don au Musée des beaux-arts de Mont-Saint-Hilaire[7] et l’ouvre au public en Centre d’interprétation de l’homme et de son œuvre.
- 2011 : S’occupe de la restauration de la maison natale d’Ozias-Leduc[8] et l’ouvre au public le 16 juin 2011.

## Musées créés par André Michel
- 1975 : Création du musée de Sept-îles (Le Vieux-poste)
- 1986 : Création du Musée régional de la Côte Nord[9]
- 1995 : Création du Musée des Beaux arts de Mont-Saint-Hilaire[10]
- 1998 : Maison Paul Emile Borduas[11]
- 2000 : La Maison amérindienne[4]
- 2005 : Maison natale Ozias Leduc[1]
- 2006 : Maison familiale Ozias Leduc

## Rencontres et voyages
- 1965 : Rencontre avec Jean Giono, il préface la première exposition à Paris
- 1965 : Rencontre avec Salvador Dali à Avignon et Port Ligatt, Espagne
- 1967 : août : départ pour les Tropiques, Madagascar, Îles-de-la-Réunion, Île Maurice
- 1969 : Retour des îles tropicales au mois de juin
- 1970 : Fin août, départ pour le Canada
- 1971 : Tour du Canada
- 1972 : Départ pour Sept-Îles vers la fin du mois d’août
- 1994 : Rencontres amérindiennes au Nouveau-Mexique, États-Unis
- 1994 : Voyage à Hong Kong, Corée et Japon
- 1998 : Trois séjours de travail au Mexique avec les Amérindiens
- 1998 : Voyage de travail à Nelson House chez les Cris du Manitoba
- 1998 : Voyage en Australie et travaille avec les Aborigènes.
- 1999 : Expédition en Amazonie avec les Indigènes
- 2001 : Le 11 juin rencontre avec Rigoberta Menchù, prix nobel de la paix
- 2001 : Le 21 août, rencontre avec Raoni, chef du peuple Kayapo au Brésil
- 2001 : Le 21 juin, journée nationale des autochtones rencontre avec la chanteuse Buffy St-Marie
- 2002 : janvier-février : nouveau voyage en Amazonie (Brésil).
- 2003 : Voyage en Terre-de-Feu (Argentine et Chili) et travail avec les Indiens Mapuches
- 2005 : Voyage chez les Tsataans en Mongolie (Tour du monde)

## Œuvres monumentales
- 1968 : Décor de théâtre, La Passion
- 1968 : Murale « Hymne » à la Réunion
- 1973 : Murale « Bonne chère » pour le restaurant Lino
- 1975 : Murale pour le Centre socio-récréatif, Le dojo
- 1975 : Statue monumentale pour la ville de Sept-Îles, L’Ami d’acier
- 1980 : Murale pour le Centre N.A. Labrie de Hauterive, Québec
- 1983 : Réalisation de la murale de 300 pieds carrés, « Hommage aux Montagnais » pour le Musée amérindien de Pointe-Bleue
- 1983 : Réalisation de la sculpture monumentale « L’Arbre de vie », au plafond de la salle d’attente de l’hôpital de Sept-Îles
- 1986 : Réalisation de la sculpture monumentale en terrazo « Les Muses » à l’agora du Musée régional de la Côte-Nord
- 1987 : Réalisation de la sculpture monumentale « Gens d’ici » devant l’hôpital de Sept-Îles
- 1991 : Sculpture monumentale « Le Livre » pour la ville de Reims, Champagne, France
- 1992 : Création d’une œuvre décorative pour une montre du bijoutier Beuchat, France
- 1994 : Sculpture monumentale « Sous le regard des outardes », Symposium de Pointe-Bleue, Québec
- 1993 : Sculpture monumentale « La soupe au pistou », Pierrelongue, Drôme, France
- 1997 : Sculpture communautaire monumentale avec le RAPM « La porte de la démocratie »
- 1999 : Création de la sculpture « Génis Unis » et des bas reliefs en ciment « les grands travaux » pour Breton, Banville et Associés.
- 2000 : Sculpture monumentale « Sous le regard des outardes blanches », bois, MCA – Mont-Saint-Hilaire
- 2001 : Sculpture monumentale « Orignal rouge », acier, MCA – Mont-Saint-Hilaire
- 2001 : Sculpture monumentale « Ours noir », acier, MCA – Mont-Saint-Hilaire
- 2001 : Sculpture monumentale « Totem urbain jaune », acier béton, MCA – Mont-Saint-Hilaire
- 2003 : Réalisation de la sculpture monumentale « Migration »  à Caraquet selon le rituel amérindien du sage algonquin Dominique Rankin.
- 2004 : « Fusion du lion et de l’oiseau-tonnerre » : Sculpture peinte pour la ville de Lyon (France)
- 2004 : « Un arbre a aimer » sculpture monumentale en aluminium à Mont-Saint-Hilaire (Québec)
- 2006 : « J’aurai ta peau », sculpture monumentale en acier peint pour rappeler l’influence de la Compagnie de la Baie-d’Hudson sur le mode de vie des autochtones, Mont-Saint-Hilaire, 21 juin
- 2006 : «Taureau nomade» Turin (Italie) sculpture peinte de motifs inspirés des Indiens Haïda, pour les Jeux olympiques de Turin en prévision de ceux de Vancouver (2010)
- 2006 : «Le livre», sculpture monumentale en acier faisant référence à l’impact de la religion sur les autochtones, Mont-Saint-Hilaire, 21 juin 2006.
- 2007 : «L’OVOO – Lieu de rencontres», création  d’une œuvre de Land art inspirée de son séjour en Mongolie.
- 2008 : «L’Ours et le papouse», sculpture peinte, Biennale Lion – Ours, 400e anniversaire de la Ville de Québec.

## Expositions individuelles
- 1965	Le Pontet, France
- 1966	Le Pontet, France ; Paris, France : Galerie Ror Volmar
- 1967	Saint-Denis, Îles-de-la-Réunion St-Michel-de-Frigolet : Le chemin de croix
- 1968	Saint-Denis, Île-de-la-Réunion ; Ventabren, France
- 1970	Bollène et Roman, France ; Jonquière, Montréal, Canada
- 1971	Arvida, Québec, Canada ; Montréal, Québec, Canada
- 1972	Québec, Canada : Palais des Congrès ; Jonquière, Canada ; Baie-Comeau, Canada
- 1973	Sept-Îles, Québec, Canada (février et décembre)

Port-Cartier, Canada
- 1974	Hauterive : Salon du livre

Baie-Comeau, Canada
- 1975	Sept-Îles, Canada : Québec-Téléphone
- 1977	Le Mans, La Rochelle, Rennes, Dijon, Mâcon, Marseille, Avignon, Sillé le Guillaume, France

Montréal, Canada : Galerie Clarence-Gagnon
- 1978	Rennes, France

Tadoussac, Canada
Sept-Îles, Canada
- 1979	France : La Rochelle

Gaspé, Canada : Musée de Gaspé
Québec, Canada : Complexe G
Montréal, Canada : Palais de Justice
Nouveau Brunswick, Canada : Campbelton, Fredericton, Moncton
- 1980	Trois-Rivières, Canada : Musée Pierre Boucher

Rimouski, Canada : Galerie Basque
Sauveterre, France
Bendor, France : Fondation Paul Ricard
Aix-en-Provence, France : Palais des Congrès
- 1981	Sudbury, Ontario, Canada

Fredericton, Nouveau-Brunswick, Canada
Sydney, Nouvelle-Écosse, Canada
Baie-Comeau, Canada
Trois-Rivières, Canada
Québec, Canada : Galerie Clarence-Gagnon
Québec, Canada : Université de Montréal
Québec, Canada : Musée de Baie-Comeau
Sept-Îles, Canada : Centre Socio-récréatif
Québec, Canada : Galerie Clarence-Gagnon, Lancement du livre Signatures
- 1982	Sherbrooke, Canada : Galerie d’art Rothman’s

Sept-Îles, Canada : Galeries Montagnaises, La Ballerine
- 1984	Cuba : La Havane, Camagüey, Santieago

Israël : Musées Ramat-Gan et Dimona
Sept-Îles, Canada : Musée des Sept-Îles
- 1986	Rouyn-Noranda, Canada : Centre d’exposition

Winnipeg, Manitoba, Canada
Sept-Îles, Canada : Galerie Montagnaises, Métamorphose
Gaspé, Canada : Musée régional
Québec, Canada : Galerie Linda Verge
- 1987	Moscou et Leningrad (URSS)

Sept-Îles, Canada : Pause-café
- 1988	Tadoussac, Canada : Maison Chauvin, Visages Montagnais

Montréal, Canada : Galerie Esperanza, Israël entre ciel et sable
Lévis, Canada : Maison Louise Carrier, Israël entre ciel et sable
- 1989	Mont-Saint-Bruno, Canada : Galerie du Vieux Presbytère

Québec, Canada : Galerie Linda Verge
- 1990	Arthabaska, Canada : Rétrospective au Musée Laurier

Pointe-Bleue, Canada : Rétrospective au Musée amérindien
Mont-Saint-Hilaire, Canada : Galerie du Manoir
- 1991	Bendor, France : Fondation Paul Ricard

Carpentras, France : Galerie de la Cité
Tracy, Canada : Centre culturel
Reims, France : Galerie du Manège et Maison du Tourisme
- 1992	Metz, France : Galerie Mobalpa

Huy, Belgique : Maison des Postainiers
Québec, Canada : Galerie Linda Verge
Ville de la Baie, Canada : Musée du Fjord
Paris, France : Galerie de l’espace culturel Ricard
Vaudreuil-Dorion, Canada : Musée régional de Vaudreuil-Soulanges
Clermont-Ferrand, France : Palais des Congrès
- 1993	Argentine : Musée Jorge Mendoza de San Salvador de Jujuy

Marseille, France : Centre Fleg
Toulouse, France : Centre Maimonide
Sorgues, France : Salon d’Automne
La Sarre et Ville-Marie, Canada
- 1994	Montréal, Canada : Biodôme

Groningen, Pays-Bas : Galerie de l’Université
Hong Kong, Chine : Hong Kong Art Center
Séoul, Corée : Ho-An Galerie
Tokyo, Japon : La forêt Museum
- 1995	Paris, France : Musée de l’Homme, (rétrospective - nov. 95 à mars 96)

Baie Saint-Paul, Canada : Centre d’art, Mémoires Boréales
Paris, France : Maison France-Israël
- 1996	Sept-Îles, Canada : Musée régional de la Côte-Nord

Mashteuiatsh, Canada : Musée amérindien
- 1997	Québec, Canada : Galerie Linda Verge, Fleurs d’artiste

Montréal, Canada : Jardin Botanique
Lyon, France : Galerie de la Ville de Lyon
- 1998	Melbourne, Australie : Galerie Nelsons

Mexique : Musée national de Culture Populaire de Mexico
Patzcuaro, Mexique : Palais Municipal de Patzcuaro
- 1999	Salvador, Brésil : Musée Eugene Teixeira
- 2000	Beja, Portugal : Pavilhão do Nerbe
- 2001	Beja, Portugal : Instituto Politécnico de Beja

Montréal, Canada : Galerie Hôtel Delta Saveurs amérindiennes
- 2002	Evora, Portugal : Centre d’exposition, Ministère de la Culture
- 2003	Québec, Canada : Galerie de la Clarté-Dieu, Pour que vive un peuple
- 2004	Québec, Canada : Galerie Linda Verge, Natures vivantes
- 2005	Québec, Canada : Musée d’art de Mont-Saint-Hilaire, Natures vivantes, rétrospective

Québec, Canada : Maison des cultures amérindiennes de Mont-Saint-Hilaire, Scènes de vie, rétrospective
- 2006	«J’épie… le maïs», série de 9 grands dessins à la sanguine sur toile (120 cm x 180 cm) illustrant le mode de vie des autochtones avant la colonisation, La Maison amérindienne, Mont-Saint-Hilaire.
- 2007	Nanaimo (BC) Canada :  Galerie 233, Nature vivantes
- 2008	400e Anniversaire de la Ville de Québec, Canada :  Galerie Linda Verge, J’aurai ta peau
- 2009	La Sarre, Canada :  Centre d’art Rotary, J’aurai ta peau

Amos, Canada :  Palais des Arts Harricana, J’aurai ta peau
Val d’Or, Canada :  Centre d’exposition, J’aurai ta peau
Mont-Saint-Hilaire, Canada :  La Maison amérindienne, J’aurai ta peau
Cap Rouge, Canada : Maison Blanchette, Hommage à André Michel, rétrospective
Chateauguay, Canada : Maison Le Pailleur, Au pays des Innus, rétrospective
- 2010	Vancouver, Canada : pour les Jeux olympiques 2010,  Place des arts de Coquitlam, J’aurai ta peau

Sept-Iles, Canada : Musée Régional de la Côte-Nord, J’aurai ta peau
Montréal, Canada: Centre d’interprétation de la fourrure, Parc Canada, J’aurai ta peau
- 2011	Fort Langley, Canada, B.C. : Parcs Canada, Au pays des Innus

Palluau, France : Château de Palluau, J’aurai ta peau
Avignon, France : Galerie du péristyle de l’Hôtel de ville, J’aurai ta peau
- 2012	Winnipeg, Canada : Galerie du Centre culturel franco-manitobain, Au pays des Innus

Montpellier, France : galerie de l’IUFM, J’aurai ta peau
Perpignan, France : Musée des beaux-arts Hyacinthe Rigaud, J’aurai ta peau
Paris, France : Galerie de l’Hôtel de ville du VIe arrodissement, J’aurai ta peau
Le Pontet, France : Château de Fargues, J’aurai ta peau
Châlons-en-Champagne, France : Galerie de la bibliothèque Georges Pompidou, J’aurai ta peau
Mont-Saint-Hilaire, Canada : La Maison amérindienne, André Michel chez les Tsaatans de Mongolie
- 2013	Cambrai, France : Chapelle Saint-Julien du théâtre, J’aurai ta peau

Tourouvre, France, Musée de l’immigration française au Canada, J’aurai ta peau
- 2014 Cabo Verde, Portugal, Université de Cabo Verde, Dessins à la sanguine

## Expositions collectives
- 1981	Québec, Canada : Centre des Congrès, « Visages de mon pays », exposition itinérante de la Maison de la francophonie
- 1982	New York, États-Unis : International Art Exposition
- 1983	New York, États-Unis :  International Art Exposition

Dallas, États-Unis : International Art Exposition
Sept-Îles, Canada : Jeux du Québec
- 1984	New York, États-Unis : International Art Exposition
- 1985	Trois-Rivières, Canada : Musée Pierre-Boucher, Pluralité Québec 85, exposition itinérante du Conseil des Peintres du Québec
- 1988	Montréal, Canada : Galerie Michel-Ange, « Scènes de rues »

Ottawa, Canada : Galerie la Bourse d’œuvres d’art
Québec, Canada : Galerie Linda Verge
- 1989	Montréal, Canada : Galerie Clarence-Gagnon, « La Femme »

Baie-Comeau, Canada : Symposium de peinture
- 1991	Saint-Bruno, Canada : Galerie du Vieux Presbytère, « La Provence »

Joliette, Canada : Galerie d’art Manceau
- 1993	Joliette, Canada : Galerie d’art Manceau

Sorgues, France : Hommage à Braque
Nyons, France : Salon d’été
- 1994	Sorgues, France : Invité d’honneur au Salon d’automne

Québec, Canada : Galerie Linda Verge, Autoportrait
- 2000	Mont-Saint-Hilaire, Canada : « Hommage à Borduas » à Art Station
- 2002	Mont-Saint-Hilaire, Canada : « Borduas, de porte à porte » à la Maison de Paul-Émile Borduas

Québec : Galerie Linda Verge (20X20)
- 2005	Sorgues, France, XXe Salon d’automne

## Autres expositions
- 1977 : Bourse du gouvernement du Québec pour une exposition itinérante dans 8 villes françaises
- 1979 : Exposition itinérante au Nouveau-Brunswick
- 1980 : Sélectionné pour l’exposition nationale des artistes francophones à Winnipeg, Manitoba
- 1981 : Sélectionné pour l’exposition Bilan de l’art contemporain des artistes français et européens au Centre des Congrès de Québec
- 1982 : Première exposition non-amérindienne depuis 10 ans : La Ballerine
- 1983 : Rétrospective de l’œuvre amérindienne au Musée des Sept-Îles, Dix ans de vie avec les Montagnais
- 1993 : Coordination et réalisation de l’exposition Jordi Bonet pour le Musée d’art de Mont-Saint-Hilaire
- 1995 : Coordination et réalisation de l’exposition Ozias Leduc pour le Musée d’art de Mont-Saint-Hilaire
- 1995 : Le 3 octobre, ouverture de l’exposition rétrospective au Musée de l’Homme à Paris intitulée Les Indiens montagnais du Québec – Entre deux mondes, plus de 150 000 visiteurs pour la durée de 6 mois.
- 2003 : Monte l’exposition Indianité de Jean-Paul Riopelle à la Maison des cultures amérindiennes en souvenir de l’amitié qui le lie à l’artiste.

## Publications
- 1974 : André Michel est choisi par la compagnie Québec Téléphone pour illustrer la page couverture de son annuaire de l’année
- 1974 : Illustration du livre de poème de Hugues Auburn,  Petits poèmes des Rocheuses
- 1975 : Illustration d’un livre pour enfants  Complot à la bibliothèque
- 1976 : Illustration du roman de Pierre Thibault, Avenue Damien
- 1977 : Illustration du programme annuel du Chœur du Nouveau-Québec
- 1978 : Livre d’artiste  Paysages, visages montagnais  illustré de 40 dessins à l’encre de Chine, deux éditions à compte d’auteur, texte d’André Michel
- 1979 : Illustration du livre Poèmes venteux  d’Albert Roy
- 1981 : André Michel, livre biographique, édition Broquet, collection Signatures, texte de Nicole Lemay
- 1981 : Illustration du livre Les Vieux comptoirs de Sept-Îles  de René Lévesque
- 1983 : La Ballerine, édition École de danse de Sept-Îles, 32 dessins à la sanguine, texte d’André Michel
- 1985 : Illustration de la couverture du livre Recul de la civilisation au Canada  de A. de Leyssac
- 1987 : Métamorphose, distribué par les éditions Broquet, texte de Guy Robert
- 1988 : Israël entre ciel et sable, édition Broquet, collection les Carnets de Signatures, texte de David Catarivas
- 1989 : Création de la lithographie originale La Marianne  pour le Bicentenaire de la Révolution française
- 1991 : André Michel, édition Broquet, collection Signatures, texte de Guy Robert
- 1991 : Parution d’un deuxième livre biographique dans la collection Signatures, édition Broquet sous la plume de Guy Robert
- 1992 : Entre deux mondes, éditions Lézard, texte de Véronique Tomaszewski
- 1995 : Illustre la couverture du livre L’Intimité de Monsieur Jacques Debigarém, édition Méridien
- 1995 : Les Indiens montagnais du Québec, Musée de l’Homme, Paris, édition Sépia
- 1995 : Réalisation d’un livre d’artiste Les Indiens Montagnais du Québec  avec 4 lithographies originales pour la Fondation Ushket-André Michel
- 1995 : Rédaction avec Hélène Bouchard du chapitre Côte-Nord du Guide Gallimard 1995
- 1996 : Cuisine amérindienne du Canada : un nouveau regard, éditions de l’Homme conçu et réalisé par André Michel
- 1997 : Fleurs d’artiste, éditions Lézard, texte de Hélène Bouchard
- 2005 : André Michel, Scènes de vie : Natures vivantes, éditions Musée d’art de Mont-Saint-Hilaire, texte de Marie-Andrée Leclerc
- 2005 : Lancement du livre La Vallée-du-Richelieu pour aider à une mise en valeur des attraits de la région (Éd. GID)
- 2009 : J’aurai ta peau, éditions La Maison amérindienne, textes Ghislain Picard, Guy Sioui-Durand et André Michel.

## Filmographie
- 1975 : André Michel, Film de 16 mm couleur, 14 minutes, réalisation les Films Chouinard
- 1987 : Télé-Québec réalise une émission de 60 minutes qui s’intitule L’Univers de André Michel
- 1992 : Film Entre deux mondes de Pierres Deslandes pour l’émission La Course autour du monde à Radio-Canada
- 1993 : Émission de 30 minutes Vie d’artiste de Vidéotron
- 1994 : Émission de 30 minutes à la télé de Radio-Canada Le Monde dans votre assiette
- 2013 : Émission de 60 minutes à MA TV Le Confident

## Invitations, prix et honneurs
- 1978 : Invité officiel pour le festival international d’Arts traditionnels de Rennes en France
- 1979 : Invité d’honneur au Congrès commun des associations Québec-France et France-Québec à La Rochelle en France
- 1979 : Mention spéciale et bourse au Prix annuel Desjardins pour le Musée des Sept-Îles dont il est le directeur et le fondateur
- 1980 : Invité d’honneur au salon du château de Montsauve à Sauveterre, France
- 1984 : Invitation officielle du gouvernement cubain à exposer à La Havane
- 1985 : Choisi « l’homme de l’année » par le Club Richelieu
- 1985 : Invité d’honneur à St-Boniface, Manitoba pour le centième anniversaire de la mort de Louis Riel
- 1986 : Nommé membre du cercle des Bâtisseurs Molson pour sa contribution extraordinaire au développement artistique du Québec
- 1987 : Grand Prix du tourisme du Québec, secteur développement touristique
- 1987 : Invitation officielle pour exposer à Moscou et Leningrad, URSS
- 1987 : Prix d’excellence de la Société des Musées québécois pour ses réalisations en muséologie
- 1988 : Certificat de mérite du gouvernement du Canada en reconnaissance de sa contribution à la communauté
- 1989 : Choisi délégué officiel du Canada par l’AIAP – UNESCO (Association internationale de Arts Plastiques) pour le congrès à Madrid sur la condition de l’artiste dans le monde
- 1990 : Honoré par l’association Québec-France pour sa contribution exceptionnelle à l’essor des relations franco-québécoises
- 1992 : Médaille honorifique de l’Université du Québec à Chicoutimi pour souligner l’ensemble des activités culturelles réalisées sur la Côte-Nord
- 1992 : Médaille honorifique de la Courtoisie française, Paris
- 1992 : Mentionné à deux reprises dans le Guide Michelin du Québec pour la création du Musée régional de la Côte-Nord et pour l’œuvre monumentale du Musée de Pointe-Bleue
- 1993 : Invité d’honneur au Salon d’Automne à Sorgues en France
- 1993 : Membre du jury pour le concours de sculptures lors du 400e anniversaire de San Salvador de Jujuy en Argentine
- 1996 : Grand Prix du Tourisme du Québec; Prix du Jury pour la création du Musée d’art de Mont-Saint-Hilaire
- 1999 : novembre : invité d’honneur au congrès du MINOM et de l’ABE CAN à Salvador de Bahia (Brésil)
- 2001 : Prix Hommage bénévolat-Québec du gouvernement du Québec (Année internationale des bénévoles)
- 2001 : Prix Anne-Greenup, du gouvernement du Québec en reconnaissance de son œuvre artistique et des actions menées dans les domaines de la lutte contre le racisme et pour les rapprochements interculturels.
- 2002 : Commande officielle du gouvernement du Québec pour peindre le portrait du Président de l’Assemblée Nationale Monsieur Jean-Pierre Charbonneau.
- 2002 : Finaliste national du Grand Prix de l’Entrepreneur de la firme Ernst & Young pour les actions culturelles et sociales.
- 2002 : Personnalité de l’année par la Chambre de commerce de la Vallée du Richelieu.
- 2002 : Prix Mishtapew du gouvernement du Québec lors du Gala national de l’Association d’affaires des Premiers Peuples pour les performances de la Maison des cultures amérindiennes de Mont-Saint-Hilaire.
- 2004 : Médaille du service méritoire de la gouverneure générale du Canada, Mme Adrienne Clarkson, pour avoir favoriser la compréhension mutuelle des peuples
- 2006 : Certificat d’honneur de l’Association Québec-France pour sa contribution à l’essor de l’amitié franco-québécoise et pour son implication dans le domaine culturel québécois.
- 2010 : Invitation officielle à exposer pour les Jeux Olympiques de Vancouver
- 2011 : Pose d’une plaque « Hommage au peintre des amérindiens du Québec » sur sa maison natale, par la municipalité du Pontet, Avignon, France

## Conférences et colloques
- 1986 : Conférencier au colloque des arts visuels franco-ontariens de Toronto « L’Artiste et son environnement »
- 1986 : Participe à Banff (Canada) à la conférence canadienne sur l’avenir des musées
- 1998 : Participe à la rencontre de San Cristobal au Chiapas avec la EZLN du 20 au 22 novembre en présence du Commandant Marcos.
- 2000 : Conférencier invité au congrès : « Culturas, identidades e globalização » de Beja au Portugal.
- 2000 : Conférencier invité et création d’une œuvre éphémère au Festival des arts visuels de Caraquet, N.B., Canada.
- 2001 : Conférence : Patriomonio, museologia e dinamizaçao comunitària », Beja, Portugal
- 2001 : Conférence : Musée d’histoire naturelle de Lyon (France) « Le Risque dans la création »
- 2003 : Caraquet (Canada)  Conférencier au Festival des arts visuels en atlantique.

## Autre
- 1988 : Il présente devant la Commission  parlementaire pour le Conseil de la Peinture du Québec, le mémoire qu’il a rédigé sur le statut de l’artiste
- 1988 : Il présente avec succès le projet de salle de spectacles de Sept-Îles, au Sommet socio-économique de la Côte-Nord à Baie-Comeau
- 1992 : Création d’assiettes à sujet amérindien
- 1997 : il s’occupe de faire réaliser la restauration des œuvres d’Ozias Leduc à l’église de Mont-Saint-Hilaire
- 2013 : il rédige un mémoire pour La Maison amérindienne de Mont-Saint-Hilaire, sur l’Avenir du réseau muséal du Québec.